# Rolf Herzog
Rolf Herzog (* 14. Mai 1919 in Oppach, Oberlausitz; † 24. Juni 2006 in Freiburg im Breisgau) war ein deutscher Ethnologe, insbesondere Wirtschaftsethnologe, der vor allem zu Nordafrika und Nomaden forschte. Er war von 1965 bis 1987 Direktor des Instituts für Völkerkunde an der Albert-Ludwigs-Universität Freiburg.

## Leben und Wirken
Nach Ende des Zweiten Weltkriegs nahm Herzog 1945 ein Studium der Völkerkunde an der Georg-August-Universität Göttingen auf, u. a. bei Günther Spannaus, wo er 1949 promovierte. Sein Dissertationsthema waren Die Völker des Lenagebietes in den Berichten der ersten Hälfte des 18. Jahrhunderts. Danach war er bis 1955 wissenschaftlicher Assistent am Institut für Völkerkunde der Göttinger Universität. 1951/52 unternahm er gemeinsam mit dem Geographen Horst Mensching erste Feldforschungen bei nomadischen Völkern in Marokko und Algerien. Zu einem langen Forschungsaufenthalt war er von 1953 bis 1955 bei den Nubiern in Sudan. Auf dieser Grundlage schrieb er seine Untersuchungen und Beobachtungen zur Gruppengliederung, Gesellschaftsform und Wirtschaftsweise der Nubier, mit der er 1956 bei Diedrich Westermann an der Humboldt-Universität Berlin habilitierte. 
Von 1958 bis 1964 war Herzog ethnologischer Mitarbeiter des Deutschen Archäologischen Instituts in Kairo. In dieser Zeit forschte er weiter zum Nomadentum, aber auch zu historischen Beziehungen zwischen dem antiken Ägypten und Subsahara-Afrika. Insbesondere versuchte er das in ägyptischen Quellen als an Gold und Weihrauch reich beschriebene Land Punt zu lokalisieren. 1963/64 lehrte er als Privatdozent an der Ludwig-Maximilians-Universität München. Herzog wurde 1965 auf den neu eingerichteten Lehrstuhl für Völkerkunde an der Albert-Ludwigs-Universität Freiburg berufen. Er leitete das Freiburger Institut für Völkerkunde bis zu seiner Emeritierung 1987. 
Herzog forschte vor allem über Nomadenkulturen in Nord- und Nordostafrika (z. B. die Bedja im Sudan), zu wirtschaftsethnologischen und kulturhistorischen Themen. Allerdings beschränkte sich seine Arbeit nicht nur auf eine Region, so forschte er in den 1980er-Jahren auch zu Neuseeland und publizierte über Tiki-Figuren der Maori. Des Weiteren war Herzog Hauptgutachter für Ethnologie der Deutschen Forschungsgemeinschaft (DFG) sowie von 1981 bis 1985 Vorsitzender der Deutschen Gesellschaft für Völkerkunde (DGV). 1995 wurde er Ehrenmitglied der DGV.
Zahlreiche Aufsätze von ihm stehen als Volltext im Dokumentenserver Freidok der Universität Freiburg.

## Veröffentlichungen (Auswahl)
- Die Nubier. Untersuchungen und Beobachtungen zur Gruppengliederung, Gesellschaftsform und Wirtschaftsweise. Akademie-Verlag, Berlin 1957 (zugleich Habilitationsschrift).
- Punt. Augustin, Glückstadt 1968 (Reihe: Abhandlungen des Deutschen Archäologischen Instituts Kairo, Bd. 6).